# Familie Witwicky
De familie Witwicky is een fictieve familie uit de franchise Transformers. In de verhalen van de eerste generatie vormden zij de sterkste menselijke bondgenoten van de Autobots. Enkele leden van de familie doken later weer op in onder andere de live-actionfilm uit 2007.

## Spike

### Animatieserie
Spike is een van de bekendste menselijke bondgenoten van de Autobots. Spike Witwicky was bij zijn introductie in de originele animatieserie 14 jaar oud. Hij is de zoon van Sparkplug, en werkte met hem op een olieplatform toen de Transformers voor het eerst opdoken. De Decepticons vielen dit platform aan, maar Spike en Sparkplug werden gered door Optimus Prime. Hierna sloten de twee zich bij de Autobots aan als adviseurs over de Aarde.
Spike bleek een waardevolle bron van informatie te zijn voor de Autobots. Hij ging met hen mee op veel missies naar onder andere Cybertron en het middeleeuwse Engeland. Ook werd hij vaak gevangen door de Decepticons om verschillende redenen. Eenmaal raakte hij dusdanig gewond dat zijn hersens moesten worden overgeplaatst naar een Transformerslichaam zodat zijn menselijke lichaam zich kon herstellen. Spike had vooral een goede relatie met de jonge Autobot Bumblebee.
Later in de serie ontmoette Spike Carly. De twee kregen een serieuze relatie. Toen in seizoen 3 en 4 de serie een tijdsprong maakte van 1985 naar 2006, bleken de twee te zijn getrouwd en een zoon te hebben genaamd Daniel. De volwassen Spike werd ambassadeur van de Aarde op Cybertron. Dit was maar voor korte duur, toen bleek dat de Decepticons Cybertron overnamen (te zien in The Transformers: The Movie). Spike en Daniel waren beide aanwezig bij de strijd met Unicron.
Spike werd uiteindelijk een Headmaster door te fuseren met de Autobot Cerebros. Ook maakte hij een enorm Transformerslichaam waar Cerebros mee kon combineren tot Fortress Maximus.

### Transformers: Headmasters
In de Japanse spin-offserie Transformers: The Headmasters was Spike weer gewoon een mens, maar hij speelde nog wel een belangrijke rol in de serie. Hij organiseerde zelfs een bijeenkomst tussen hemzelf en Galvatron in de hoop tot vredesonderhandelingen te komen.

### Marvel Comics
In de Transformers-strips van Marvel Comics werd de rol van Spike overgenomen door zijn jongere broer Buster. Spike zelf maakte pas zijn debuut in de Marvel-strips toen het eerste Fortress Maximus-speelgoed verscheen. In de strip ontdekte Spike dat Buster was gevangen door de Decepticons. Spike kreeg van de Transformer Galen Kord, die zwaargewond was, diens helm waarmee hij Fortress Maximus kon besturen. Als Fortress Maximus leidde Spike de aanval op de Decepticons eilandbasis, maar slaagde er niet in Buster te redden. Daarom riep hij de hulp in van de andere Autobots.
Na de succesvolle reddingsactie wilde Spike weer terugkeren naar zijn oude leven, maar zijn connectie met Fortress Maximus bleek hiervoor te sterk. Meerdere malen moest hij weer samen met Fortress Maximus het gevecht aangaan met de Decepticons. Uiteindelijk offerde hij zichzelf op om een van Megatrons plannen te stoppen.

### Dreamwave Productions
In de nieuwste Generation 1-strips van Dreamwave Productions kreeg Spike een deel van de Autobot Matrix of Leadership van Optimus Prime toen de Autobots de aarde weer verlieten in 1999. Ook in deze stripserie trouwde Spike met Carly en kreeg een zoon genaamd Daniel. Spike ontdekte later dat de Autobots nog altijd op Aarde waren, maar gedeactiveerd. Hij heractiveerde Optimus met het stukje van de Matrix dat hij nog had.

### Film uit 2007
Spike verscheen ook in de live-actionfilm, gespeeld door Shia LaBeouf. Zijn naam werd echter veranderd naar "Sam", maar zijn persoonlijkheid bleef grotendeels onveranderd. In de film koopt Spike een gele auto zonder te beseffen dat dit de Transformer Bumblebee is. Zo raakt hij betrokken bij de strijd tussen de Autobots en de Decepticons.

## Buster

### Marvel Comics
In de Transformers-strips van Marvel Comics werd Buster geïntroduceerd als vervanger van Spike. Buster raakte betrokken bij de Transformers toen de Autobots en Decepticons hun eerste grote veldslag uitvochten bij de drive-inbioscoop waar Buster, Jessie en “O” zich bevonden. Buster vond de beschadigde Bumblebee, en bracht hem naar zijn vaders garage voor reparaties.
Busters grootste rol in de oorlog was toen Optimus Prime de Matrix overplaatste naar Busters lichaam om te voorkomen dat de Decepticons hem in handen kregen. Hierdoor kreeg Buster de gave om metaal te manipuleren. Zo maakte hij zijn eigen transformer en gebruikte die om de Decepticons te verslaan.
In de Britse tak van de strips had Buster eveneens een grote rol, beginnend met het verhaal Robot Buster; waarin hij van Wheeljack en Ratchet een robot gevechtspak krijgt.
Buster werd voor het laatst gezien in deel #51 van de Amerikaanse stripreeks.

### Dreamwave Productions
Buster verscheen niet in beeld in de Dreamwave-strips over Generation 1, maar werd wel een paar keer genoemd. Hij zou de dood van zijn vader niet hebben kunnen verwerken, en uiteindelijk bij het leger zijn gegaan.

## Sparkplug
Sparkplug is de vader van Spike en Buster.

### Animatieserie
Sparkplug stond in de originele animatieserie bekend als een ervaren monteur. Sparkplug was op zijn werk zijn vaste bijnaam. Zijn echte naam werd niet onthuld in de serie.
Samen met zijn zoon Spike op een olieplatform dat werd aangevallen door de Decepticons. Zo raakte hij betrokken bij de Transformers. Sparkplug sloot zich vooral bij de Autobots aan om meer te leren over hun buitenaardse technologie.
Als monteur was Sparkplug een vaste assistant van Ratchet en Wheeljack. Hij kon worden gezien als de “normale man”: ervaren in zijn werk, maar niet op de hoogte van zijn zoons levensstijl. Sparkplug had zijn eigen garage in New York, die door de Autobots werd omgebouwd tot tweede hoofdkwartier.
Na het tweede seizoen van de animatieserie verdween Sparkplug uit beeld. Vermoed wordt dat hij is gestorven of met pensioen is gegaan ergens in de 20 jaar die verstreken tussen seizoen 2 en 3.

### Marvel Comics
In de Marvel Comics-strips had Sparkplug aanvankelijke een identieke rol aan zijn animatieversie, maar zijn persoonlijkheid veranderde sterk nadat hij was ontvoerd door de Decepticons. Terwijl hij gedwongen was voor de Decepticons te werken haalde Sparkplug herinneringen op aan zijn tijd als monteur in de Koreaanse Oorlog. Net als in die oorlog maakte hij van zijn gevangenneming gebruik om de voertuigen van de vijand te saboteren. Zijn ervaringen maakten echter dat hij een negatieve indruk kreeg van de Transformers, en hij verbood zijn zoon Buster om nog langer met hen om te gaan.
Helaas voor Sparkplug negeerde Buster dit verbod. Ook Sparkplugs tweede zoon, Spike, raakte betrokken bij de Autobots toen hij onderdeel werd van Fortress Maximus.
In de strips werd Sparkplugs echte naam gegeven als William in deel 3, maar in deel 31 beweerde hij opeens Irving te heten.

### Dreamwave Productions
Sparkplug speelde geen rol in Dreamwaves versie van het G1-universum, maar wel in een achtergrondverhaal. Hij was een van de "Magnificent Seven" – een crew van mensen die de Autobots zouden vergezellen op hun terugreis naar Cybertron.

### Film uit 2007
Sparkplug verscheen in de live-actionfilm, gespeeld door Kevin Dunn. In de film is zijn echte naam Ron, en wordt hij nooit bij zijn bijnaam Sparkplug genoemd.
In de film is Ron zich niet bewust van de ware aard van zijn zoons auto, zelfs niet nadat het hele Autobotteam zich bij hun huis heeft verzameld. Hij staat in de film bekend als een zorgzame vader die zijn zoon goed in de gaten houdt.

### Armada
De serie Transformers: Armada bevat een eerbetoon aan Sparkplug. Optimus noemt zijn persoonlijke Mini-Con namelijk zo.

## Carly

### Animatieserie
Carly is de vriendin en latere vrouw van Spike in de originele animatieserie. Ze ontmoette Spike toen hij en Bumblebee in een arcadehal waren. Carly had aanvankelijk meer interesse in Bumblebee.
Een van Carly’s meest prominente rollen in de serie was toen zij en Spike op een solomissie naar Cybertron gingen om het mineraal Cybertonium te bemachtigen. Deze missie versterkte hun relatie. In seizoen 3 van de serie bleken ze te zijn getrouwd en een zoon genaamd Daniel te hebben.

### Dreamwave Productions
In de eerste miniserie van Dreamwave is Spike getrouwd en heeft hij een zoon. Later heeft hij het over een zekere “Carly” en “Daniel”, waaruit de lezer kan concluderen dat zijn vrouw en zoon zo heten.

### Film uit 2007
Carly doet niet mee in de live-actionfilm, maar een soortgelijk personage genaamd Mikaela Banes wel. Zij werd gespeeld door Megan Fox.
In de film is Mikaela eerst de vriendin van een footballspeler genaamd Trent, maar ze dumpt hem vanwege zijn snobbige houding. Ook in de film heeft ze eerst meer interesse in Bumblebee dan in Spike.

## Daniel

### Animatieserie
Daniel is de zoon van Spike en Carly. Hij maakte zijn debuut in The Transformers: The Movie. Volgens het script van de film was hij toen 12 jaar oud, maar zijn leeftijd werd in de film zelf niet genoemd. Daniel was goede vrienden met de jonge Autobot Hot Rod.
Daniel was betrokken bij de gebeurtenissen uit de film. Hij kreeg zijn vaders oude “exo-pak” en vocht hiermee mee met de Autobots. Omdat in de film Hot Rod veranderde in Rodimus Prime, de nieuwe autobotleider, maakte Daniel een nieuwe vriend: Wheelie.
Daniel had ook een actieve rol in seizoen 3 en 4 van de originele animatieserie. Hij werd een keer gevangen door de Quintessons, die middels hem de onvoorspelbare aard van mensen wilden achterhalen. Net als zijn vader werd Daniel in seizoen 4 een Headmaster.

### The Headmasters
In de Japanse serie Transformers: The Headmasters werden de gebeurtenissen uit seizoen 4 van de originele animatieserie genegeerd. Derhalve is Daniel in deze serie nog gewoon een mens. Wel bleef hij een belangrijk personage in bijna elke aflevering.
In de serie gedroeg Daniel zich een stuk jonger dan in de Amerikaanse serie, maar naarmate de serie vorderde werd hij serieuzer en volwassener in zijn gedrag.

### Dreamwave Productions
Daniel had een kleine cameo in Dreamwaves stripserie.

## Kapitein Archibald
Kapitein Archibald Witwicky Amundsen verscheen in de strip Transformers: The Movie Prequel en de film uit 2007.
Archibald Witwicky was een voorouder van Sam Witwicky, en een ervaren ontdekkingsreiziger. In 1897 ontdekten hij en zijn crew op de noordpool de bevroren Megatron. Archibald activeerde per ongeluk het navigatiesysteem van Megatron, waardoor de coördinaten van de Allspark in zijn bril werden gebrand. Eenmaal terug van de missie werd Archibald opgesloten in een inrichting (vermoedelijk door de overheid om te voorkomen dat hij iemand zou vertellen over hun ontdekking). Een paar van zijn persoonlijke bezittingen werden aan zijn familie geschonken, waaronder de bril. Deze werden vervolgens van generatie op generatie doorgegeven, totdat Sam ze in handen kreeg.
Archibald Witwicky werd gespeeld door W. Morgan Sheppard.

## Judy
De moeder van Sam. Zij deed mee in de films uit 2007, 2009 en 2011 waarin ze gespeeld werd door Julie White.